# Castigliano del Venezuela
La lingua castigliana del Venezuela (nota popolarmente come lo spagnolo venezuelano) è la varietà della lingua castigliana utilizzata in Venezuela.

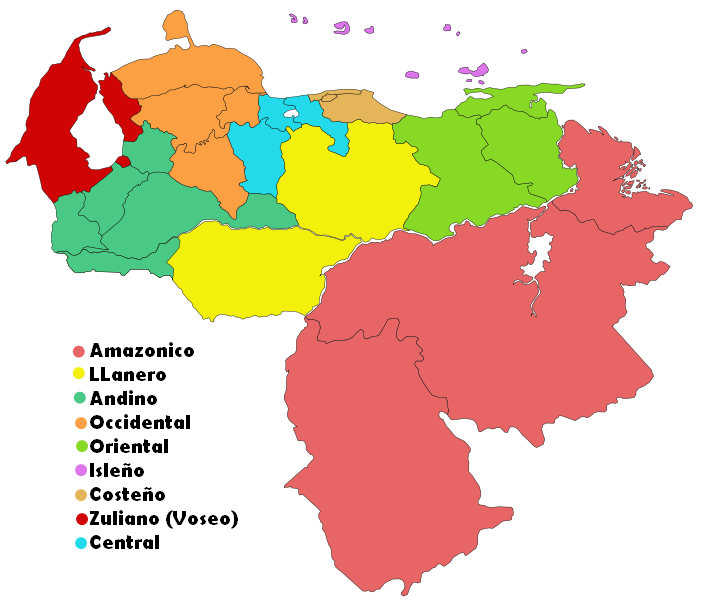
Carta dei dialetti spagnoli in Venezuela.

## Storia
La lingua castigliana arrivò nel Venezuela con la conquista spagnola portata a capo a partire dai primi anni del XVI secolo. La maggioranza degli spagnoli erano originari delle regioni dell'Andalusia e dell'Estremadura e portarono con sé l'accento delle regioni di provenienza. Un altro gruppo arrivò dalle Isole Canarie e pertanto si caratterizzava per importanti differenze dialettali. La parlata di queste regioni è la base del castigliano parlato in Venezuela.

## Caratteristiche specifiche

### Fonetica e fonologia
Caratteristiche particolari del castigliano in Venezuela sono conosciute come venezolanismos.
Si aspira la / s / finale della sillaba e solitamente si cambia in un'aspirazione forte (segnata j in castigliano) se la seguente parola incomincia per consonante, trasformando il suono di adios in adioj e di casas in casaj, e normalmente si perde il suono della d intervocalica, melao invece di melado; pelao invece di pelado, pescao invece di pescado. Con questa elisione, i suffissi -ado, -edo e -ido e le loro corrispondenti forme femminili - si convertono in -ao, -eo e -ío. Queste caratteristiche si aggravano nei parlanti della zona delle Pianure. 
Secondo il fenomeno del seseo, la s e la c (seguita da i o e) e la z si pronunciano come s, tratto condiviso per tutti i dialetti ispano-americani.
Invece della preposizione para si dice pa' per esempio Vamos pa' casa de Miguel per dire Vamos para la casa de Miguel. Molte volte si dice perfino Vamos pa'que Miguel, maggiormente nei paesi e casali, anche se si estende alle città.
Anche in Venezuela normalmente si abbrevia il linguaggio parlato, utilizzando apocopi con molta frequenza. Ad esempio: fresco per refresco, profe per profesor, compu per computadora, ecc. 
È molto frequente l'impiego di barbarismi, specialmente nei paesi e casali.

### Morfologia e sintassi
Un uso che condividono i venezuelani con i colombiani, dominicani, cubani e costaricani è l'uso del diminutivo in - ico o - ica, ma si usa solo con radici terminanti in -t: ratico, momentico, gatico, oppure si usa cocktail con il suffisso - ito. È comune l'informalità nel parlare quotidiano o colloquiale e l'uso di Usted (la forma di rispetto del castigliano) si limita a situazioni di maggiore formalità o dirigendosi a persone di maggiore età. Nelle zone andine vicine alla Colombia è comune l'"ustedeo" tra familiari ed amici.
L'uso di Usted per la parlata informale è limitato alla regione delle Ande per la vicinanza con la Colombia; il voseo (l'uso del Vos) è generalizzato nello stato di Zulia, e si condivide anche con il vicino dipartimento colombiano di La Guajira. Nello stato Zulia, si utilizza una parlantina canterina, che rende il dialetto della città simile allo spagnolo del Messico.
Nonostante sia una parlata sudamericana, il castigliano del Venezuela ha in comune molte caratteristiche con altre varianti dei Caraibi.

### Influenza di lingue straniere
Come esempi di influenza italiana abbiamo "la testa", "piano a piano", a poco a poco o lentamente, "école cua", una maniera giocosa di dire "esatto" che deriva dell'italiano eccoli qua. Troviamo anche parole di origine francese come petipuás, petit pois, piselli.
Gli schiavi africani portati durante il periodo coloniale hanno apportato inoltre anche una gran quantità di vocaboli, come chévere dallo yoruba ché egberi, oltre a colloquialismi e intonazioni. Molte altre parole provengono dalle lingue aborigene che si parlavano in Venezuela all'epoca della conquista. Alcuni esempi di queste parole sono guayoyo (caffè nero molto diluito), caraota (fagiolo), guacamaya, pappagallo, tra altre.
È anche notare che molte parole inglesi si sono incorporate al vocabolario venezuelano, grazie alla grande influenza che hanno avuto gli Stati Uniti al principio del XIX secolo. Esempi sono guachimán, watch-man, riferendosi ai vigilanti, bluyín, blue jeans, riferendosi a qualunque tipo di pantaloni di tessuto di fibra misto, frizzer, freezer, congelatore). È diffuso Okey al posto di "Vale" usato in Spagna.

## Influenza della lingua caribe pre-ispanica
Dalle lingue caribe sono stati trasferiti allo spagnolo vari termini che sono particolarmente usati in Venezuela e in tutta l'America Latina ("americanismos"), trasferiti successivamente in altre lingue, ad esempio:
Ají, balaca bahareque, barbacoa, boga, cuerda-cabuya, cacique, caney, caníbal, canoa, chicha, fotuto, guaca, guacamayo, guaracha, guaricha, huracán, iguana, maiz, manatí, maracas, piragua, pisca, tabaco.
Nota: alcuni vocaboli stranieri sono stati "caraibizzati", ad esempio l'inglese "iron-way" (cavo di acciaio) è stato trasformato dai lavoratori dell'industria petrolifera in "guaya de acero". Alcuni venezuelani parlano di "Washington" chiamandola "Guàsington" !

### Modalità regionali dello spagnolo in Venezuela
Normalmente si percepiscono le varietà della modalità della lingua castigliana nel paese, queste varietà non sono subdialetti:
- Centrale, di Caracas o costiero: è l'accento percepito e proiettato dai media come lo standard del Venezuela, con le sue varianti generalmente in relazione alle classi sociali. Usato soprattutto nella capitale, Caracas, ed in altre zone del paese, come per esempio Valencia, Los Teques e Maracay.
- Il marabino, dello stato di Zulia, differenziato per il voseo, inesistente nel resto del paese, oltre ad un accento ed uso di parole chiaramente differenti. Il voseo di Maracaibo ha peculiarità interessanti, nel senso che normalmente si mischia con l'informalità in una stessa frase. È una delle poche regioni dell'America dove si pratica il voseo con la coniugazione verbale esatta (ad esempio: "cosa vuoi tu ?" in maracucho si dice: "que quereis vos ?"), a differenza di molti paesi latinoamericani, per esempio Nicaragua e Argentina ("Vos que quieres ?").
- Il guaro, dello stato di Lara ed altri stati del Centro-Occidente. Si caratterizza per il suo accento ben differenziato e soppressione della "r" nell'uso dei verbi in infinito, voy a comé.
- Il santandereano-tachirense, o gocho, della zona andina, in questione nello stato di Táchira vicino alla frontiera con la Colombia. È anche molto differenziato come succede con il marabino, ma a differenza di questo, utilizza l'Usted invece del Vos. Alcuni, pochi, pronunciano la lettera f aspirata come una j.
- Lo spagnolo llanero è la modalità parlata nelle pianure venezuelane, una delle sue caratteristiche è un considerevole lessico aborigeno prodotto della fusione delle due lingue. La lettera s si aspira.
- Il margariteño od orientale, dell'isola di Margarita, riconoscente facilmente per la metafonesi di / l / in / r /, oltre ad altre peculiarità. La diffusione o estensione del margariteño verso altre aree dell'oriente venezuelano risponde al fatto che Margarita è un'isola nella quale la pesca ed il turismo costituiscono attività molto importanti, oltre ad essere anche una zona di emigrazione tradizionale verso altri posti relativamente vicini del continente. È anche molto comune il ceceo, la pronuncia di c (seguita da i o e), s e z come la z spagnola,; egualmente si impiega come espressione di stupore la parola muchacho/a. Questa variante si estende anche per tutta la regione nord-orientale, negli stati di Anzoátegui, Sucre e Monagas.